# دیوید بیل
دیوید چارلز هاوارد بیل (انگلیسی: David Charles Howard Bale؛ ۲ سپتامبر ۱۹۴۱ - ۳۰ دسامبر ۲۰۰۳)  یک کارآفرین انگلیسی و یک فعال حقوق بشر در زمینه محیط زیست بود. او پدر کریستین بیل و همسر گلوریا استاینم بود. 

## زندگی‌نامه
دیوید بیل در آفریقای جنوبی از پدر و مادری انگلیسی زاده شد. پدر وی، فیلیپ بیل، خلبان نیروی هوایی سلطنتی بود.  بیل در بریتانیا، مصر، و جزایر مانش بزرگ شد. او به عنوان خلبان تجاری کار کرد و بعداً یک شرکت هواپیمایی مسافرتی در بریتانیا را اداره کرد. فعالیت‌های تجاری وی شامل بازاریابی شلوار جین و اسکیت باز وارداتی بود. 
بیل یک کنشگر زیست‌محیطی و حقوق حیوانات بود. وی به عنوان عضو هیئت مدیره صندوق Dian Fossey Gorilla و Ark Trust فعالیت کرد که در سال ۲۰۰۲ به شعبه هالیوود انجمن Humane Society ایالات متحده تبدیل شد. وی همچنین به عنوان عضو هیئت مدیره World Education Inc. یک سازمان بین‌المللی غیرانتفاعی و شناخته شده برای کار خود در توسعه آموزش، واقع در بوستون، ماساچوست بود. 

## مرگ
بیل در ۳۰ دسامبر ۲۰۰۳ در سن ۶۲ سالگی بر اثر لنفوم مغزی درگذشت.